# Hans Höllerich
Hans Höllerich (* 31. Januar 1916 in Rehau; † 14. Juli 1989 ebenda) war Schuldirektor und im Rahmen seiner lokalgeschichtlichen Forschungen Schriftsteller, Dialektforscher, Archivpfleger von Rehau, Leiter des Heimatmuseums und Initiator von Arbeitsgruppen. Sein kulturelles Engagement verband er mit künstlerischem Schaffen.

## Lebensdaten
Hans Höllerich studierte bis 1937 am Lehrerseminar in Bayreuth. Von 1937 bis 1939 leistete er den Reichsarbeitsdienst und Wehrdienst und wurde anschließend unmittelbar zum Kriegsdienst in Russland an den Mittelabschnitt der Ostfront eingezogen. Nach mehreren Verwundungen im Frühjahr 1945 wurde er in eine Pionierabteilung im Südschwarzwald versetzt und geriet dort in französische Kriegsgefangenschaft, mit Aufenthalten in Vaucouleurs, Erquy, und Saint Martin auf der Ile de Ré. Nach der Rückkehr aus französischer Gefangenschaft 1945 trat er den Schuldienst an der Volksschule in Rehau an, von 1946 bis 1961 unterrichtete er auch an der Berufsschule Rehau. Im Jahr 1952 wurde er an die damals neugegründete Staatliche Mittelschule abgeordnet, an deren Aufbau er maßgeblich mitwirkte. Die Namensgebung Markgraf-Friedrich-Schule geht auf seine Initiative zurück. 25 Jahre lang begleitete er diese Schule als Lehrer mit der Fächerverbindung Deutsch, Werken und Kunsterziehung, ab 1967 als Konrektor und ab 1974 als Direktor, von der schwierigen Aufbauarbeit des Anfangs bis zum großzügigen Schulausbau in den Jahren der Schulraumnot. Im Jahr 1978, ein Jahr nach seinem 40-jährigen Dienstjubiläum, gleichzeitig im Jahre seines 25-jährigen Dienstjubiläums an der Staatlichen Realschule, trat er in den Ruhestand. Er ist der Vater von Reinhard Höllerich.

## Heimatforschung
Seine schon früh begonnene heimatkundliche Arbeit und sein künstlerisches Schaffen brachten im Laufe der Jahre eine große Zahl von Veröffentlichungen und Aktivitäten hervor:
Vorträge und Kurse in der Volkshochschule, Kunstausstellungen mit Aquarellen und Graphiken und die Trachtenerneuerung in Rehau 1955. An der Realschule organisierte er 1956 eine heimatkundliche Arbeitsgemeinschaft als Schüler-AG. Er war seit 1963 Leiter einer heimatkundlichen Arbeitsgemeinschaft, die sich 1959 innerhalb des Fichtelgebirgsvereins bildete und sich später dem Historischen Verein für Oberfranken unterstellte. Er arbeitete seit 1953 am Bayerischen Wörterbuch und seit 1954 am Ostfränkischen Wörterbuch in Erlangen mit. Im Jahr 1965 wurde er mit der Schmeller-Medaille ausgezeichnet. Seit 1950 beschäftigte er sich mit praktischer Arbeit in der Heimatforschung, Forschungsgegenstand waren die Burgruinen Gattendorf und Haideck (1962–63), die Erfassung der Flurdenkmale im Rehauer Umland ab 1962, die Burgruine Hirschstein (1968–70) und die Bierkelleranlage Schillerplatz 1970. Ein weiteres Projekt war die Fotoreproduktion und Auswertung des sogenannten Wunsiedler Manuskripts zur Rehauer Stadtgeschichte. Hans Höllerich war beteiligt an den Ausgrabungen der hallstattzeitlichen Urnen bei Osseck am Wald und 1973 bei der Ausgrabung des Burgstalls Rehau. Er engagierte sich beim Aufbau des Stadtarchivs und war seit 1968 Archivpfleger im Landkreis Rehau. Er wirkte auch an der 550-Jahr-Feier der Stadt Rehau 1977 mit. Seit 1982 war er als Begründer Vorsitzender der Regionalgruppe des Historischen Vereins von Oberfranken. Er war 1985 Begründer und Leiter der Rehauer Heimatstuben mit elementaren Beiträgen für dieses Museum, z. B. der Anfertigung von zwei plastischen Stadtmodellen im Maßstab 1:600 vor und nach dem Stadtbrand von 1817. Er wurde 1985 mit der Bürgermedaille der Stadt Rehau und 1986 mit der Ehrenmedaille des Bezirks Oberfranken ausgezeichnet.

## Künstlerisches Schaffen
Die künstlerische Arbeit wurde mit Rücksicht auf die Berufstätigkeit nie als freiberufliche Tätigkeit ausgeübt. Zu seinen Arbeiten gehören:
- Entwurf zum Marmormosaik an der Außenwand der Berufsschule Rehau
- Ausgestaltung des Altarraums mit den Figuren der Evangelisten im Retabel der Pfarrkirche zu Rehau in Brettmalerei ausgeführt 1966
- Landschaft der Heimat in Aquarellen, Ölgemälden, Holzschnitten und Holzstichen
- Kunstausstellungen in der Realschule Rehau, der REHAU AG, der Sparkasse Rehau und im Rathaus
- Schaffung der Modelle für die Bronzerelieftafeln an der Staatlichen Realschule Rehau, Gutenbergschule, Verbandsberufsschule u. a.
- Buchillustrationen zur Geschichte der Kirche und Pfarrei Rehau und zum Bildband Erinnerungen an das alte Rehau
- Illustrationen zu eigenen Beiträgen im Rehauer Tagblatt, Heimatfreund (Heimatbeilage) des Rehauer Tagblatts, Siebenstern, Kulturwarte. Unser Weg und Unsere Gemeinde

## Bibliografie
- Pechsteine rund um Rehau. Heimatfreund 23/Dez. 1954 und 24/Jan. 1955.
- Gedanken zur Trachtenerneuerung. Heimatfreund 21/März 1956 Sie. 5/1956.
- Die Erneuerung der Tracht des Rehauer Landes und Beschreibung der erneuerten Tracht. Heimatfreund 1/Juni 1956.
- Das Steinkreuz von Kautendorf. Heimatfreund 15/Mai 1957.
- Geschichte des Landkreises Rehau. Chronik. Herausgeb. Kunstverlag J. Bühn, München 1965.
- Pechsteine rund um Rehau. Sechsämterland-Beilage d. Sechsämter Neuesten Nachrichten, Arzberg 4/1968 und Arzberger Hefte 14/1968.
- Einziger Zeuge aus dem Mittelalter, die Pfarrkirche. Der Siebenstern 1970.
- Geschichte der Kirche und Pfarrei Rehau, Hof 1970 (500-Jahrfeier der Pfarrei Rehau) XVIII und 256 S.
- 25 Jahre Staatliche Realschule Rehau – Festschrift 1975.
- Restaurieren, nicht zerstören. Altes Landratsamt Rehau. In: Kulturwarte – Monatsschrift für Kunst und Kultur, Hof 1972.
- Erinnerungen an das alte Rehau. Bildband zur 550Jahrfeier. Verlag Hoermann, Hof 1977.
- Markgraf Friedrich I., ein Vorbild für die Jugend. Jahresbericht 1977/78 der Markgraf-Friedrich-Schule, Staatl. Realschule Rehau, Rehau 1978.
- Die älteste Karte des Vogteiamtes Rehau. Geschichtliche und landeskundliche Nachrichten aus Rehau. Rehau 1979, Heft Il.
- Die Pfarrkirche St.Jobst in Rehau, Grenzlanddekanat Hof. Porträt des ev. Dekanatsbezirkes. Verlag d.Ev.-Luth. Miss. Erlangen, 1979.
- Die Pfarrkirche Pilgramsreuth. Grenzlanddekanat Hof. Porträt d. ev. Dekanatsbezirkes. Verlag d.Ev.-Luth. Miss. Erlangen, 1979.
- Einleitung zur Sammlung „Schlumperliedla“ von Karl Dunkel. Geschichtliche und landeskundliche Nachrichten aus Rehau, Rehau 1980, Heft III.
- Nachträge von Flurdenkmalen (Pechsteinen).Geschichtliche und landeskundliche Nachrichten aus Rehau. Rehau 1980, Heft III.
- Stiftung des „Feuerläutens“ 185 Jahre alt. Rehauer Tagblatt/Frankenpost vom 12. Juli 1980.
- Die Steinmetzzeichen in der Kirche zu Pilgramsreuth. In: Archiv für Geschichte von Oberfranken Band 62, Bayreuth 1982.
- Geschichtliche und landeskundliche Beiträge aus Rehau – Hefte mit Quellenveröffentlichungen und eigenen Beiträgen zur Heimatgeschichte und Denkmalschutz. Heft I, erschienen 1969; Heft II, erschienen 1979 Heft III, erschienen 1980.
- Zusammen mit Reinhard Feldrapp: Rehau. Bildband. Oberfränkische Verlagsanstalt Hof, 1986.
- Pechsteine und vorindustrielle Teergewinnung. In: Archiv für Geschichte von Oberfranken. Band 67, Bayreuth 1987.